# Силициеви
Силициевите гъби (Hexactinellida) са водни гъби със скелет изграден от четири и/или шест силициеви частици, често се срещани и като стъклени гъби. Те обикновено се класифицират заедно с другите водни гъби в тип Porifera, но някои изследователи ги смятат за достатъчно различени, за да са обособени в свой тип, Symplasma.
Силициевите гъби са сравнително рядко срещани и най-вече се намират на дълбочина от 450 до 900 m, макар че Oopsacas minuta са обитатели на плитки води, докато други видове са били установявани много по-дълбоко. Представени са във всички океани по света, въпреки че са особено често срещани в антарктическите води.
Имат подобна на чаша форма, като размерите им варират от 10 до 30 cm височина, с вътрешни скелети, изградени от споени частици на силициев диоксид. Тялото им е относително симетрично, с голяма централна кухина, която при много видове, се отваря навън през сито, формирано от скелета. За разлика от другите гъби, те са склонни да съществуват отделно, а не да се образуват големи колонии. Обикновено са бледи на цвят.
Голяма част от тялото се състои от синцитии, обширни области от мултиядрена цитоплазмата.
Една от особеностите, която притежават, е уникална система за бързо провеждане на електрически импулси през телата им, което прави възможно да реагират бързо на външни стимули. Стъклените гъби като Euplectella aspergillum има туфа от влакна, които се простират навън като обърнат корона в основата на скелета им. Тези влакна са с дължина от 50 до 175 mm и имат дебелината на човешки косъм.
Най-ранните известни Hexactinellida са от ранния камбрий или късния неопротерозой. Те са доста често срещани в сравнение с demospongiae като вкаменелости, но се смята, че това се дължи поне отчасти, на техните частици, които са по-здрави от спонгина и вкаменяват по-добре.

## Класификация
Класът е разделен на шест разреда, в два подкласа:
Клас Hexactinellida
- Подклас Amphidiscophora
  - Разред Amphidiscosida
  - Разред Amphidiscosa
- Подклас Hexasterophora
  - Разред Aulocalycoida
  - Разред Hexactinosa
  - Разред Lychniscosa
  - Разред Lyssacinosa